# Jean-Baptiste Robert
Pour les articles homonymes, voir Robert.
Jean-Baptiste Robert, né le 9 octobre 1733 à Thionville (Luxembourg français) et mort le 1er juillet 1798 à Bagnères-de-Bigorre (Hautes-Pyrénées), est un général de brigade de la Révolution française.

## Carrière
Fils de notaire, il s'engage comme simple soldat le 1er mai 1752 dans le régiment de dragons d'Artois puis passe aux dragons de la Reine avec lesquels il combat en Allemagne pendant toute la guerre de Sept Ans. Il passe ensuite au régiment des Dragons du Roi au sein duquel il fait carrière jusqu'en 1793.
Au début des guerres de la première coalition, il est capitaine, lieutenant-colonel puis chef de brigade dans son régiment renommé 18e régiment de dragons. Affecté à partir de 1793 à l'armée des Pyrénées occidentales, il est nommé général de brigade le 3 juillet 1793 puis général de division le 5 octobre 1793. Il commande alors un certain nombre de places et de corps dans le territoire de l'armée des Pyrénées occidentales.
À la dissolution de l'armée des Pyrénées occidentales, en septembre 1795, il est envoyé commander une subdivision de la 11e division militaire de Bordeaux.

## Distinction
Jean-Baptiste Robert est fait chevalier de Saint-Louis le 28 juin 1789.